# Untereinheitenimpfstoff
Ein Untereinheitenimpfstoff (englisch subunit vaccine) ist ein Totimpfstoff, der aus einem Teil eines Pathogens besteht.

## Eigenschaften
Untereinheitenimpfstoffe sind Proteine (z. B. Hepatitis-B-Impfstoffe, HPV-Impfstoffe), Glykoproteine, Proteoglykane und Polysaccharide (z. B. einer der Typhusimpfstoffe). Untereinheitenimpfstoffe werden entweder aus den Pathogenen gereinigt, als rekombinantes Protein erzeugt oder durch eine Synthese hergestellt (z. B. per Peptidsynthese). Aufgrund des Fehlens anderer Bestandteile eines Pathogens sind die Nebenwirkungen tendenziell geringer, aber auch die Immunogenität, d. h. die Stärke der induzierten Immunantwort kann geringer ausfallen. Dadurch sind möglicherweise mehr Wiederholungsimpfungen notwendig.
Im Gegensatz zu den Untereinheitenimpfstoffen bestehen alle nichtgenetischen Impfstoffe (d. h. außer den DNA-Impfstoffen, RNA-Impfstoffen und den viralen Vektoren) aus inaktivierten, attenuierten oder gespaltenen Pathogenen und somit aus allen Teilen eines Erregers.
Konjugierte Impfstoffe sind Derivate von Untereinheitenimpfstoffen zur Verstärkung der Immunogenität, wie der Pneumococcusimpfstoff, die an Adjuvantien oder Immunzellen-bindende Moleküle gekoppelt werden. Untereinheitenimpfstoffe werden teilweise per Adsorption an Micellen oder per Einschlussimmobilisierung in Liposomen verpackt (analog zur Lipofektion), um die biologische Halbwertszeit zu verlängern oder verstärkt von bestimmten Immunzellen aufgenommen zu werden.

## Einteilung
Die Gavi und die WHO unterteilen die Untereinheitenimpfstoffe in drei Gruppen:
1. Protein-Untereinheitenimpfstoffe (protein subunit vaccines)
2. Polysaccharid-Untereinheitenimpfstoffe (polysaccharide vaccines)
3. Konjugierte Untereinheitenimpfstoffe (conjugate subunit vaccines)

## Abgrenzung
Spaltvakzine enthalten größere Mengen anderer Virusbestandteile als die weiter aufgereinigten Untereinheitenimpfstoffe. Toxoidimpfstoffe sind inaktivierte Formen von Toxinen.